# Споменик природе
Споменик природе (такође и природни споменик) заштићено је подручје које је издвојено због свог великог значаја за очување природних вредности (геолошке, хидролошке и/или биолошке). Осим природних споменици природе могу укључивати и антрополошке вредности које се у оквиру њега налазе (верски објекат, споменик и сл). Споменици природе су површински углавном веома мали и могу захватати површине од неколико m2, до неколико хектара.

## Међународна дефиниција
Према дефиницији и категоризацији МУЗП-а, да би неко подручје било проглашено за споменик природе, неопходно је да испуни следеће услове:
- локалитет мора да садржи једно или више изузетних природних вредности (на пример, водопади, пећине, фосилни остаци, морски рељеф, флора и фауна и др), или природне вредности од изузетног значаја за локално аутохтоно становништво
- површина на којој се локалитет налази је довољно велика да може да се успешно сачува његова вредност и непосредна околина

Споменици природе на међународном нивоу сврставају се у категорију III, где спадају природне географске и геолошке формације, природне формације под утицајем културних вредности, природно-културни локалитети и културно-историјски локалитети са припадајућим природних окружењем.
Према Закону о заштити природе у Србији, споменик природе је мања неизмењена или делимично измењена природна целина, објекат или појава, физички јасно изражен, препознатљив и јединствен, репрезентативних обележја, као и људским радом формирана ботаничка вредност од научног, естетског, културног или образовног значаја. У зависности од примарних природних вредности и карактеристика, може бити геолошког, геоморфолошког, спелеолошког, хидролошког и ботаничког карактера.

## Историјат споменика природе
Александер фон Хумболт, немачки природњак, помиње у свом „Путопису по Америци” (1799-1804), термин на француском језику , који у преводу значи „споменик природе”. Крајем XIX века у тадашњој Пруској, у делу пруског ботаничара Хуга Конвенца, под именом „Шумска ботаника”, наводи се термин „Denkmälern der Natur“, односно „споменик природе”. У законску регулативу на простору Немачке ова категорија званично улази почетком XX века.
- Ел Моро
- Замак Монтезума
- Арборетум Трстено
- Дубочка пећина

У САД-у је почетком XX века проглашено неколико споменика природе, међу којима су Ђавоља кула, Ел Моро и Монтезума замак најстарији, основани 1906. године. На простору бивше Југославије и у данашњој Србији међу најстаријим споменицима природе су Арборетум Трстено крај Дубровника у Хрватској и Понор звани Пропаст и Дубочка пећина — Гаура Mape, сви проглашени 1949. године.

## Споменици природе у Србији
Прво законом заштићено подручје на територији данашње Србије била је Велика и Мала Рипаљка, на планини Озрен код Сокобање. Овај водопад проглашен је за природни споменик 11. априла 1949. године. У Србији је законом заштићено око 320 споменика природе, а десет је у поступку заштите.
- Машин мајдан
- Вратна
- Стопића пећина
- Велики бук — Лисине
- Пионирски парк

Према Закону о заштити природе, споменици природе у Србији се деле у пет поткатегорија, према типу, тј. његовом пореклу и постанку. Постоје геолошки споменици (Машин мајдан), геоморфолошки (Прерасти у кањону Вратне), затим спелеолошки (Стопића пећина), хидролошки (Водопад Лисине) и ботанички (Пионирски парк).